# ماهش بابو
ماهش بابو (انگلیسی: Mahesh Babu؛ زادهٔ ۹ اوت ۱۹۷۵) هنرپیشه، تهیه‌کننده و نیکوکار اهل کشور هند است. وی معمولاً در فیلم‌های تلگو زبان بازی می‌کند. او برای نخستین بار در سن ۴ سالگی جلوی دوربین سینما رفت.
او در فیلم شاهزاده بازی کرده‌است. او همچنین در فیلم‌های من بارات و کمین بازی کرده‌است.

## فیلم‌شناسی
فهرست برخی از فیلم‌هایی که ماهش بابو در آن‌ها به ایفای نقش پرداخته‌است:
- شاهزاده
- تجاوز
- من تنها هستم
- تاجر
- سرباز
- او
- حقیقت
- یک
- من بارات
- مرد ثروتمند
- عنکبوت
- جان‌سخت
- نانی
- قدرت
- مهمان
- جشن بزرگ
- حراج دولتی
- شاه دزد
- حکیم بزرگ
- تاک یاس در حیاط
- آرجون
- بازار شلوغ
- بابی